# 호스트명
호스트명(hostname, 옛 명칭으로는 노드네임/nodename)은 네트워크에 연결된 장치(컴퓨터, 파일 서버, 복사기, 케이블 모뎀 등)들에게 부여되는 고유한 이름이다. 특히 인터넷에서는 월드 와이드 웹, 전자 우편, 유즈넷 등에서 호스트명을 흔히 사용하며, 도메인 이름과 유사하지만 엄밀하게는 더 넓은 의미를 가지고 있다.
호스트명은 보통 사람이 읽고 이해할 수 있는 이름으로 지어지며, 흔히 IP 주소나 MAC 주소와 같은 기계적인 이름 대신 쓸 수 있다. 호스트명은 NIS, DNS, SMB 등의 여러 체계에서 사용되기 때문에 네트워크에 따라서 같은 컴퓨터에 배당된 호스트명이 달라질 수도 있다. 하지만 대부분 호스트명이라고만 하면 인터넷 상에서의 호스트명을 가리키는 경우가 많다.

## 인터넷 호스트 이름
인터넷에서 호스트 이름은 인터넷에 연결된 호스트(컴퓨터)의 이름으로, 보통 호스트의 지역 이름에 도메인 이름을 붙인 것이다. 예를 들어서 ‘ko.wikipedia.org’라는 호스트 이름에서 도메인 이름은 ‘wikipedia.org’이며 그 앞에 호스트의 지역 이름인 ‘ko’를 붙여 호스트 이름을 만든다. 이 호스트 이름은 DNS를 통해 계층적으로 IP 주소로 변환되거나, 사용자의 컴퓨터에 있는 hosts 파일에서 IP 주소를 검색하여 사용하게 된다.
모든 호스트 이름은 DNS 상에서 사용할 수 있는 올바른 도메인 이름이다. 하지만 모든 도메인 이름이 호스트 이름인 것은 아닌데, 예를 들어서 ‘ko.wikipedia.org’과 ‘wikimedia.org’은 IP 주소가 할당된 올바른 호스트 이름이지만 ‘pmtpa.wikimedia.org’은 그렇지 않으므로 올바르지 않은 호스트 이름이다. 그러나 이 도메인 이름의 아래에 있는 ‘rr.pmtpa.wikimedia.org’은 올바른 호스트 이름이다.

### 호스트 이름의 제한
모든 호스트 이름은 도메인 이름이나 DNS 이름과 같이 점(.)으로 나뉜 부분들로 구성되며, 각 부분은 한 문자부터 63자까지로 구성되고, 각 부분을 점으로 모두 이었을 때의 길이가 255자나 그 이하여야 한다. 그러나 DNS 이름과는 달리 호스트 이름의 각 부분은 ASCII의 아라비아 숫자나 로마자(대소문자를 구별하지 않음), 또는 하이픈으로만 이루어져 있어야 하며, 각 부분이 하이픈으로 시작하거나 끝날 수는 없다. 마이크로소프트 윈도우 등의 시스템에서는 이를 무시하고 밑줄 문자를 흔히 사용하며, 호스트 이름으로 인식되지 않게 하기 위해서 의도적으로 밑줄로 시작하는 이름을 쓰기도 한다. (SRV 레코드 등)
최상위 도메인을 포함한 모든 부분들이 나열된 호스트 이름은 전체 주소 도메인 이름(FQDN)으로 볼 수 있다. 시스템에 따라서는 완전하지 않은 ‘compsci’나 ‘wikipedia’ 같은 호스트 이름으로부터 기본 도메인 이름을 붙여서 전체 주소 도메인 이름을 만들기도 한다. 예를 들어서, ‘example.com’ 도메인 이름을 사용하는 LAN에서 ‘test’라는 호스트 이름은 ‘test.example.com’이라는 FQDN에 해당할 수 있다.

## 같이 보기
- hosts